# 卡夫亚斯利宝记谱法
卡夫亚斯利宝记谱法（Klavarskribo）是由荷兰人歌尼列斯·朴（Cornelis Pot）于1931年首创的一种乐曲记谱法。「卡夫亚斯利宝」在世界语解作「键盘作曲」，跟传统的记谱法颇有不同。这记谱法是为了使乐谱更易读而创的。

## 背景
歌尼列斯·朴（Cornelis Pot）出生于一个造船世家，曾担任一家轮船发电机制造厂的总经理。同时他热爱音乐，并希望人们都能够从歌唱和弹奏乐器享受音乐带来的乐趣。歌尼列斯研究另类的乐曲记谱法，「卡夫亚斯利宝记谱法」的意念就是从这类记谱法发展而成的。
歌尼列斯期望音乐界会接纳他发明的记谱法，但事实并非如此使他十分失望。音乐老师对他的记谱法也不表兴趣。相反的这些老师感到地位到受威胁，反对推广「卡夫亚斯利宝记谱法」。但歌尼列斯拥有的财富，让他可以个人能力开始出版他写作的教程，并以「卡夫亚斯利宝记谱法」将乐曲译写出来。
三十年代时，「卡夫亚斯利宝记谱法」的使用者大量增加，很多散页乐谱都以「卡夫亚斯利宝记谱法」译写乐曲，然后出版。第二次世界大战期间，这些活动均告中断，但那段时期过后，歌尼列斯又以一股全新干劲投入工作。他成立的「卡夫亚斯利宝记谱法学院」（The Klavarskribo Institute）进行了大型扩充，规模大到需一次过雇用多达五十人，并备有英语、法语及德语授课的课程。

## 變遷
随着时代变迁，电视机的出现减少了家庭音乐创作活动。歌尼列斯在1977年去世，其后成立的「卡夫亚斯利宝记谱法基金会」（Klavarskribo Foundation）的资金更为短缺。位于荷兰里德刻克市（Ridderkerk，邻近鹿特丹）的「卡夫亚斯利宝记谱法基金会」译写乐曲，将之出版。主要的服务对象为教会的风琴手，他们是支持基金会的重要成员。
基金会亦提供多种乐器的书面教程，这些乐器包括吉他、手风琴與直笛，並特别适用于这记谱法的钢琴及其它键盘乐器。目前在荷兰及其他地區采用「卡夫亚斯利宝记谱法」的人数估计至少达一万人。

## 记谱法
- Black Keys：黑键
- Black Notes：黑音符
- White Keys：白键
- White Notes：白音符
- A Keyboard with the stave growing out of it：依键盘编成的谱表。
- Put your five fingers above these 5 keys：把手指放在这五个琴键上。
- Play each note twice：每个音符弹奏两次。
- A melody with the note stems pointing to the right, indicating that the right hand should be used.：乐谱中的音符棒指向右方，表示弹奏者须用右手。

- Count：时值
- This is a bar：小节
- Bar line：小节线
- Count lines：时值线
- Each bar has 3 counts here：这里每一小节有三时值
- A measure in three-time with bar lines and count lines：一小节三拍，以小节线及时值线表达。

## 特點
「卡夫亚斯利宝记谱法」跟传统记谱法在几方面有所不同。
写上音符的谱表是垂直的，因此乐谱由上至下阅读，谱表上每个音符均有各自的位置，低音符在左方，高音符在右方，就如钢琴上琴键的位置。这谱表由一组组两条及三条的垂直组合线构成。这些线相等于钢琴键盘的黑键。黑音符写在五条黑在线，白音符写在线与线间的七个空白位。由于每个音符在八度音阶上均有各自的位置，因此不再需要标上升号及降号。谱表与钢琴之间明显的对应性，启发了歌尼列斯选用「卡夫亚斯利宝」这个名字。虽然「卡夫亚斯利宝记谱法」是普遍使用的记谱法，适用于歌唱和弹奏所有乐器，尤其当用于键盘乐器这类须同时弹奏多个音符的乐器时，这记谱法便能发挥最大的效用。
音符维持的时间及节奏以图像显示。乐谱分为一个个小节，每个小节长度相等，小节再细分为节拍。短小横向的小节线显示小节间的分界线，虚线表示节拍。所有音符都附着「符棒」（「符棒」向右表示以右手弹奏，「符棒」向左表示以左手弹奏）。这些音符所安排的位置，能准确指示出拍子系统中一个音符在什么时候必须弹奏或歌唱。如果下一个以同一只手或同一部份弹奏的音符尚未出现，原来的音符会一直持续，出现休止符或符点则例外。
因此，音符的形状或颜色跟音符维持的时间没有关系。于是各种不同的休止符、不同的「音符点」、「连音线」和谱号都不再需要了。
「卡夫亚斯利宝记谱法」使用一个谱号－将表示C#及D#的线变成虚线，以指示键盘的正中。因此可以轻易找到中音C音的位置，这记谱法没有属于左手及右手的不同谱号。
这个设计令弹奏者接受简短的解释之后，就可以清楚知道记谱法的显示方式，因此初学者很快就可以开始弹奏乐器。弹奏者可清楚看到要用哪只手和要按哪个琴键或要弹哪条弦线。这个记谱法就是要人切实尝试。只要切实尝试，就会用上这套记谱法。
「卡夫亚斯利宝记谱法」不单为初学者而设，即使出自蕭邦及李斯特等作曲家的那些最艰深的乐曲，也可见于「卡夫亚斯利宝记谱法」，可见造诸高深的弹奏者也采用「卡夫亚斯利宝记谱法」。差不多所有现时以管风琴、钢琴、手风琴等所演奏过的乐曲均可见于「卡夫亚斯利宝记谱法」。基金会为钢琴、簧风琴、手风琴（乐团）、电子管风琴、键盘及吉他这些乐器所译写过的乐谱超过二万五千份，又给乐器提供概览册。此外个人计算机软件KlavarScript更为广泛使用。这个软件可以把以传统记谱法编写的乐曲通过三个途径以「卡夫亚斯利宝记谱法」译写。这三个途径为：
- 使用乐器数字接口（midi files）
- 使用电子键盘把乐曲扫瞄输入计算机
- 使用电子键盘弹奏乐曲输入计算机

## 机构
「卡夫亚斯利宝记谱法基金会」及荷兰「卡夫亚斯利宝工会记谱法」（Klavar Vereniging Nederland）是荷兰的两个主要组织。后者自1978年開始活跃，有八百名会员。工会宗旨是与基金会携手推广「卡夫亚斯利宝记谱法」使之薪火相传。工会在荷兰聘用了一班愿意以「卡夫亚斯利宝记谱法」教学的老师。为使此记谱法的使用者弹奏造诣得到最大提升，工会又尝试激励「卡夫亚斯利宝记谱法」用家跟这班老师上课。
基金会與工会，均认为向那些希望演奏音乐或开始学习音乐的人介绍「卡夫亚斯利宝记谱法」的好处，這也是他们的任务。
书写成几种语言的散页乐谱及课程，可在下列途径得到：
「卡夫亚斯利宝记谱法」基金会（Klavarskribo Foundation）
英文地址：Postbus 39, 2980 AA RIDDERKERK , the Netherlands

www.klavarskribo.nl （页面存档备份，存于）, info@klavarskribo.nl
钢琴、管风琴、手风琴及结他的英语课程及散页乐谱也可从下列地方得到：
于1976年创办的英国「卡夫亚斯利宝记谱法」音乐基金会（The Klavar Music Foundation of Great Britain） 
网址：www.klavarmusic.org
于1984年创办的香港「卡夫亚斯利宝记谱法」音乐学会（Hong Kong Klavar Music Club）为英国「卡夫亚斯利宝记谱法」音乐基金会的分支机构。

## 其它相关数据
- www.klavarskribo.nl （页面存档备份，存于）
- www.klavarmusic.org
- www.klavarvereniging.nl （页面存档备份，存于）